# Mitmita

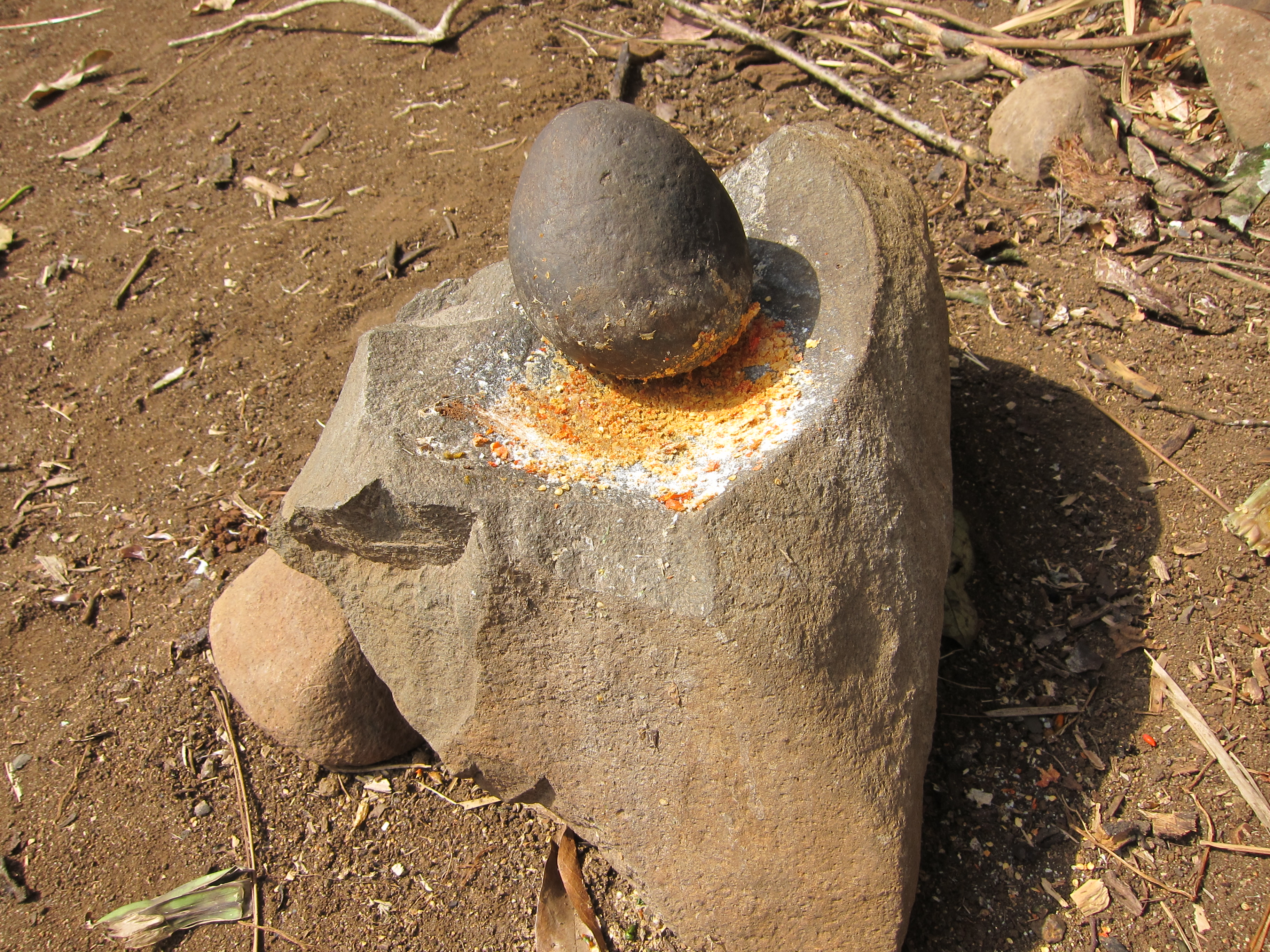
Mitmita handwerklich zubereitet

Mitmita (Amharisch: ሚጥሚጣ) ist eine traditionelle äthiopische Gewürzmischung.

## Charakteristik
Mitmita  besteht aus Bird’s eye Chili, Salz, Nelken, Zimt, Kreuzkümmel, Kardamom und Ingwer. Typischerweise wird Mitmita zur Zubereitung von Kitfo und  Ful verwendet.